# Cutia
Cutia – rodzaj ptaków z rodziny pekińczyków (Leiotrichidae).

## Zasięg występowania
Rodzaj obejmuje gatunki występujące w Himalajach oraz Azji Południowo-Wschodniej.

## Morfologia
Długość ciała 17–19 cm; masa ciała 40–56 g.

## Systematyka

### Etymologia
- Cutia: nep. nazwa Khutya dla zebrobrzuszka himalajskiego[6].
- Heterornis: gr. ἑτερος heteros „inny, różny”; ορνις ornis, ορνιθος ornithos „ptak”[7]. Nowa, klasyczna nazwa dla Cutia.

### Podział systematyczny
Do rodzaju należą następujące gatunki:
- Cutia nipalensis Hodgson, 1837 – zebrobrzuszek himalajski
- Cutia legalleni Robinson & Kloss, 1919 – zebrobrzuszek wietnamski – takson wyodrębniony ostatnio z C. nipalensis[9][10]